# 鹿ノ口駅
鹿ノ口駅（かのくちえき）は、かつて佐賀県東松浦郡にあった、鉄道院（省鉄）唐津線の貨物駅（廃駅）である。貨物支線の廃線に伴い、1912年（明治45年）1月26日に廃駅となった。

## 歴史
- 1909年（明治42年）1月1日：開業。
- 1912年（明治45年）1月26日：貨物支線の廃線に伴い廃止。

## 隣の駅
鉄道院
唐津線（貨物支線）
山本駅 - 鹿ノ口駅